# Mořic I. Oldenburský
Mořic I. (asi 1145–1211) byl oldenburským hrabětem v letech 1167–1211.
Jeho otcem byl předchozí hrabě Kristián I. řečený Hádavý a matkou Cunigunde (Kunhuta) z rodu Versflethů.
Když Kristián I. zmřel, Mořic byl ještě dost mladý a faktické vlády nad Oldenburgem se chopil Jindřich Lev. Mořic byl vyhnán a pak léta sloužil u kolínského arcibiskupa Filipa z Heinsbergu. V letech 1180–1181 se Mořic zúčastnil císařské války proti Jindřichu Lvu a nakonec získal svá vladařská práva zpět od císaře Fridricha Barbarossy.
Mořic musel řešit otázky rodového následnictví, postavil proti Wildeshausenské linii rodu založené jeho strýcem Jindřichem I., ale byl dočasně vykázán a nakonec pro udržení pozice musel zůstat arcibiskupským vazalem. Jeho jméno lze nalézt několikrát kolem roku 1200 v arcibiskupských dokumentech.
V 90. letech 12. století založil spolu se svou matkou klášter.